# 古賀村
古賀村（こがむら）は、長崎県北高来郡にあった村。1955年（昭和30年）に南隣の戸石村および西隣の西彼杵郡矢上村と合併し、東長崎町となった。
現在の長崎市東長崎地区の北東部にあたる。

## 地理
- 山：井樋ノ尾岳、行仙岳、普賢岳、船石岳、松尾岳、津屋岳、四牛山
- 河川：八郎川、現川川、清水川、地蔵川、正念川、松原川

## 沿革
- 1889年（明治22年）4月1日 - 町村制施行により、北高来郡古賀村が単独村制にて発足。
- 1955年（昭和30年）2月11日 - 北高来郡戸石村・西彼杵郡矢上村と合併し町制施行。東長崎町が発足し、古賀村は自治体として消滅。

## 地名
名を行政区域とする。古賀村は1889年の町村制施行時に単独で自治体として発足したため、大字は無し。
- 木場名（こば）[2]
- 中里名
- 松原名
- 向名